# Perdiz-colorida
A perdiz-colorida (Galloperdix lunulata) é um pássaro da família Phasianidae encontrado em colinas rochosas e florestas de arbustos, principalmente na Índia peninsular. Os machos são mais coloridos e manchados de branco. Os machos têm de dois a quatro esporões, enquanto as fêmeas podem ter um ou dois esporões no tarso. A espécie é encontrada principalmente em habitats rochosos e de matagal, ao contrário da perdiz-ruiva [en]. Ela é encontrada na vegetação rasteira em pares ou pequenos grupos, fugindo correndo e raramente alçando voo quando é atacada.

## Descrição
A perdiz-colorida se distingue por não ter a pele do rosto descoberta, como na perdiz-ruiva. O macho tem uma cauda preta e partes inferiores ocres que contrastam com as partes superiores mais escuras. A plumagem das partes superiores e as penas têm manchas brancas com bordas pretas. A cabeça e o pescoço do macho são pretos com um brilho verde e finamente manchados de branco, enquanto o manto, a garupa e as coberturas das asas são castanhos. A fêmea é muito mais opaca, com a testa e as coberturas das orelhas em tons de ruivo. A garganta é pálida e manchada como no macho, mas a fêmea não tem manchas brancas no corpo. O bico e as pernas são cinza-escuros, com dois a quatro esporões tarsais no macho. As fêmeas também podem ter um ou dois esporões. A cauda às vezes é portada na vertical.

## Distribuição e habitat
A perdiz-colorida é encontrada em algumas partes da Cordilheira de Aravalli [en], no Rajastão, nas colinas da Índia central (Pachmarhi) e nas colinas rochosas e áreas de floresta seca do sul da Índia. Também foram registradas na região de Nallamala, nos Gates Orientais de Andra Pradexe. O habitat é mais seco do que o da perdiz-ruiva. Em partes do sul da Índia, elas são encontradas em colinas rochosas com encostas de arbustos, um habitat que também é usado pelo bulbul-de-garganta-amarela [en].

## Comportamento e ecologia

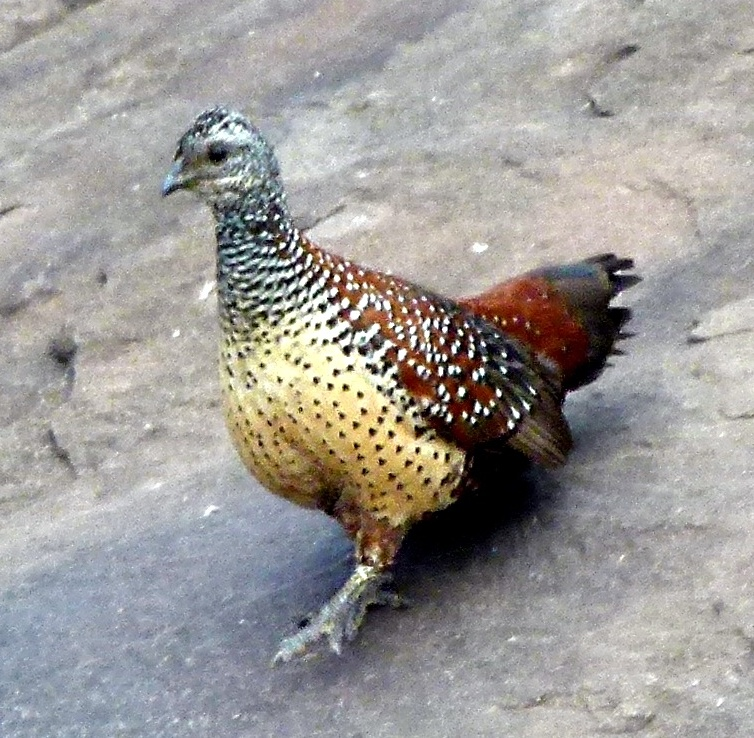
Perdiz-colorida (Galloperdix lunulata). Santuário de ursos-preguiça de Daroji, na Índia.

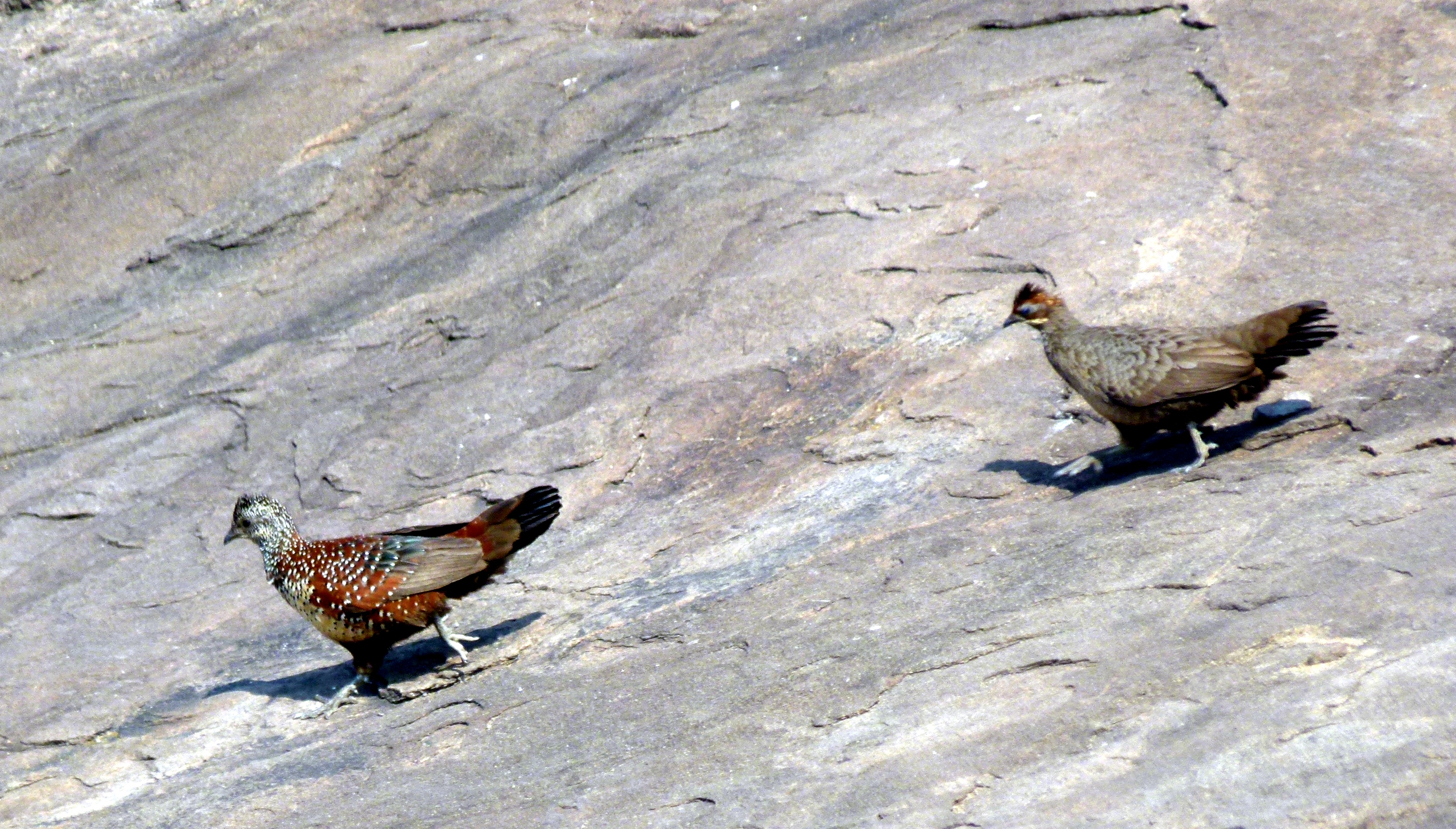
Macho e fêmea.

A perdiz-colorida é encontrada em pares ou em pequenos grupos familiares de até 6 indivíduos e tende a permanecer na vegetação rasteira, raramente voando. Seu canto é uma série de sons altos e repetidos de chuguk. Alimentam-se de frutos silvestres (incluindo Ziziphus oenopolia [en] e Lantana camara), bem como de insetos e flores (Madhuca longifolia [en]); e visitam poços d'água no início da manhã. A época de reprodução é de janeiro a junho (principalmente em fevereiro, mas os filhotes foram vistos em agosto, após as chuvas, em partes do Rajastão). O cortejo sexual envolve o macho oferecendo comida à fêmea com o bico. Acredita-se que as perdizes sejam monogâmicas como gênero. O ninho é um buraco no chão forrado com folhas, geralmente localizado abaixo de uma pedra. A ninhada tem de três a quatro ovos, raramente cinco, de cor creme clara. Apenas a fêmea faz a incubação, mas ambos os pais cuidam dos filhotes. Eles usam exibições de distração para afastar os predadores dos filhotes.